# Вила Пратолино
Вила Пратолино (итал. Villa di Pratolino) је била аристократска ренесансна вила у месту Ваља (итал. Vaglia-Italia) у Тоскани (итал. Toscana). Вила је од 2013. године уписана на Унескову листу светске баштине (енгл. World Heritage Site). Већим делом је срушена 1820. Оно што је остало од ње је Вила Демидов на 12 км северно од Фиренце. 
Вилу је подигао Франческо I Медичи (итал. Francesco I de' Medici), велики војвода Тоскане  (итал. Granduca di Toscana), делом и због тога да би задивио своју венецијанску љубавницу Бјанку Капело (итал. Bianca Cappello). Вила и вртови су изграђени у периоду од 1569. до 1581. Франческо и Бјанка су се ту венчали 1579. Касније је вила напуштена и препштена пропадању. Године 1820. донета је одлука да се вила сруши, а парк преуреди у енглеском стилу. Руски кнез Павле Павлович Демидов (рус. Павел Павлович Демидов) је купио ову вилу од великог војводе Леополда II (итал. Leopoldo II di Toscana) 1872. Он је трансформисао некадашњу зграду за послугу у Вилу Демидов. Њу је касније по рођачкој линији наследио Кнез Павле. Од 1969. власник виле и парка је Провинција Фиренца (итал. Provincia di Firenze). Парком доминира скулптура Колос Апенина (итал. Colosso dell'Appennino) (1579-1580.) ренесансног вајара Ђамболоње (итал. Giovanni da Bologna, Giambologna).